# Strzępkoząb bzowy

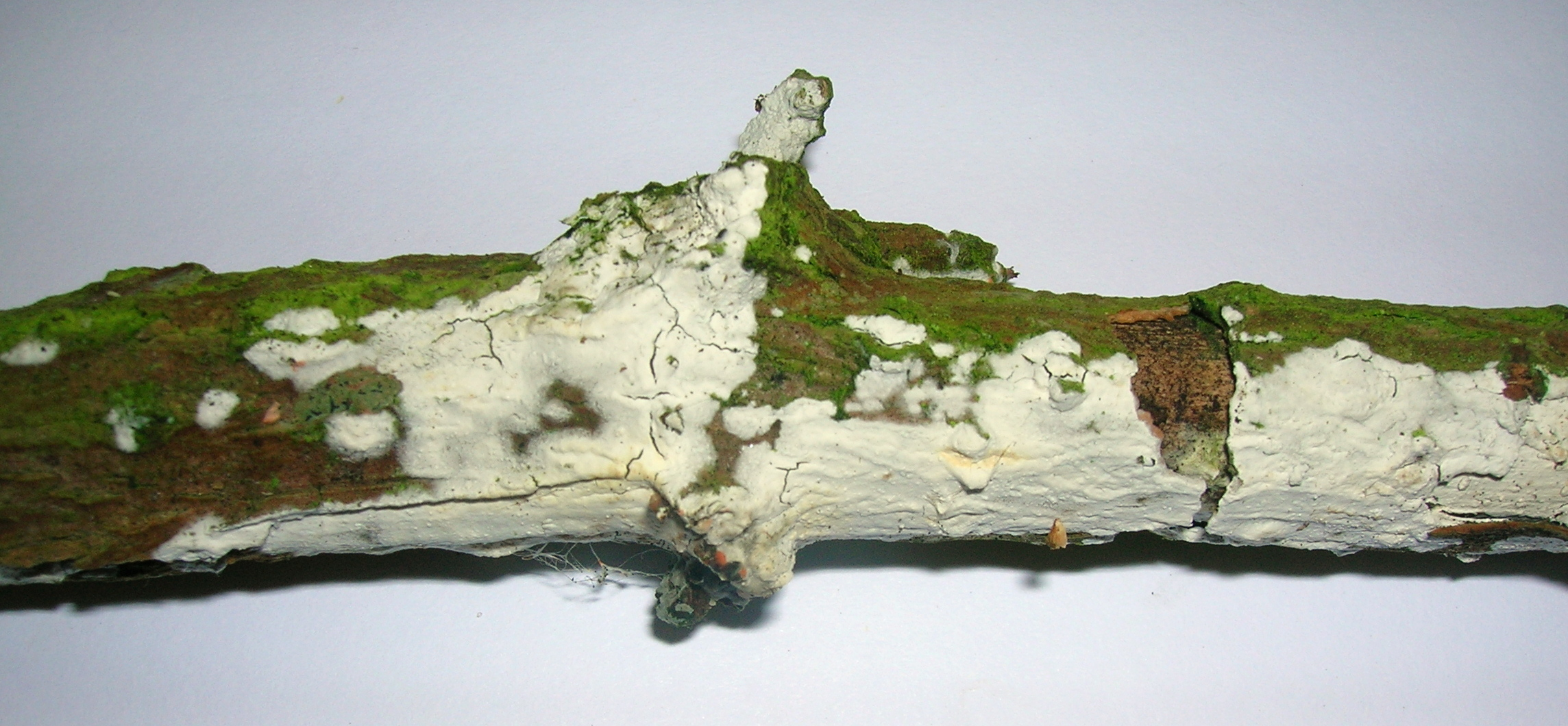

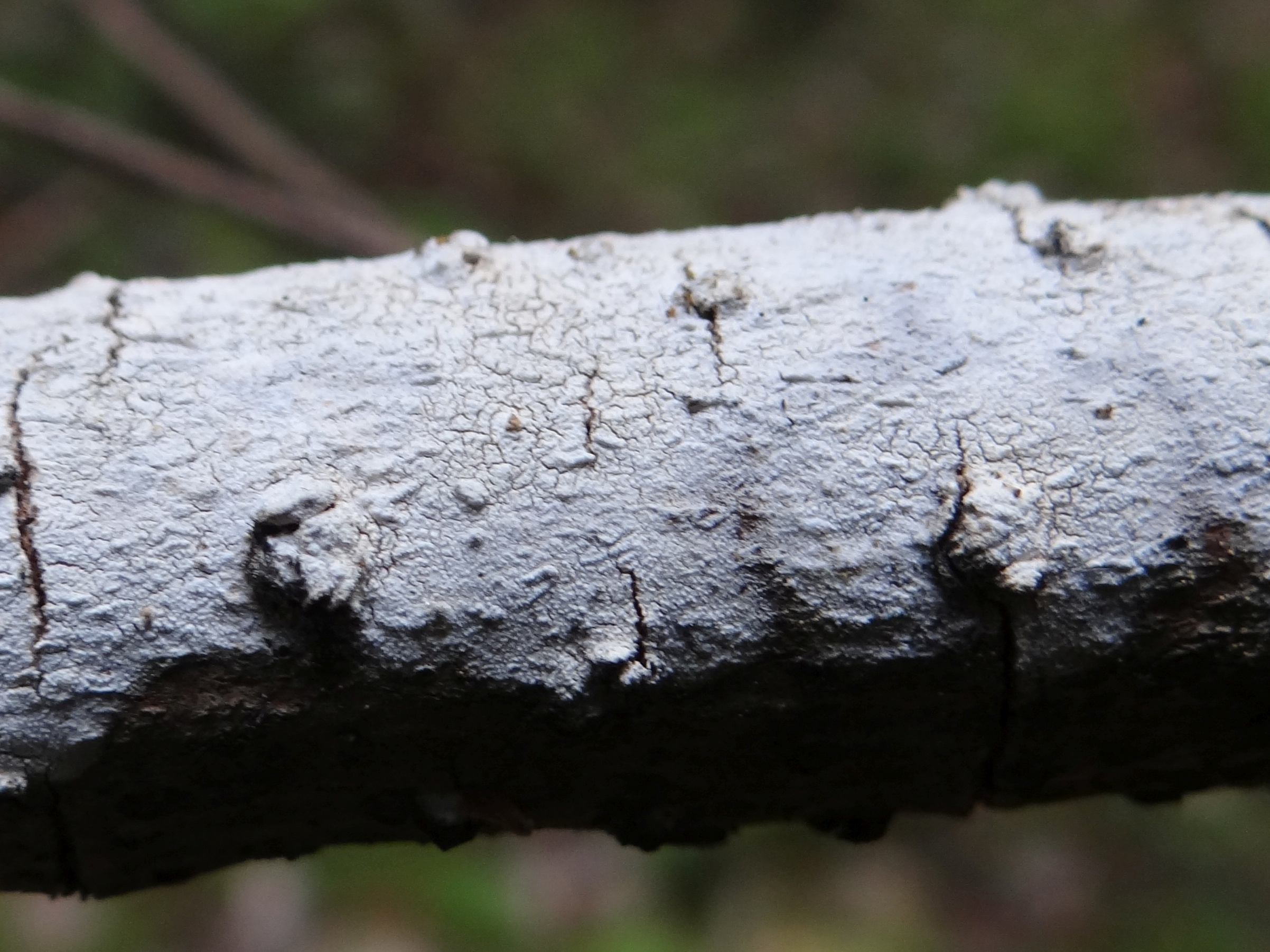

Strzępkoząb bzowy (Lyomyces sambuci (Pers.) P. Karst.) – gatunek grzybów z rodziny powłocznikowatych (Corticiaceae).

## Systematyka i nazewnictwo
Pozycja w klasyfikacji według Index Fungorum: Lyomyces, Corticiaceae, Corticiales, Incertae sedis, Agaricomycetes, Agaricomycotina, Basidiomycota, Fungi.
Po raz pierwszy opisał go w 1794 r. Christiaan Hendrik Persoon nadając mu nazwę Corticium sambuci. Obecną, uznaną przez Index Fungorum nazwę nadał mu w 1882 r. Petter Adolf Karsten.
Ma 28 synonimów. Niektóre z nich:
- Corticium hariotii Bres. 1920
- Grandinia sambuci (Pers.) Jülich 1983
- Hyphoderma sambuci (Pers.) Jülich 1974
- Hyphodontia hariotii (Bres.) Parmasto 1968
- Hyphodontia sambuci (Pers.) J. Erikss. 1958
- Rogersella sambuci (Pers.) Liberta & A.J. Navas 1978
- Xylodon sambuci (Pers.) Ţura, Zmitr. 2011[2].

Nazwy polskie: nalotek późny (Franciszek Błoński 1896), powłocznik bzowy (Maciej Orłoś 1951), strzępkoskórka bzowa (Barbara Gumińska i Władysław Wojewoda 1985), strzępnik bzowy (B. Gumińska, W. Wojewoda 1985), strzępkoząb bzowy (W. Wojewoda 1973). Wszystkie polskie nazwy są niespójne z aktualną nazwą naukową.

## Morfologia
Owocnik
Rozpostarty, dość gruby, początkowo o gładkiej powierzchni, potem pokrytej nierównomiernie rozłożonymi brodawkami. Kolor białawy. Brzeg rzadszy.
Cechy mikroskopowe
System strzępkowy monomityczny. Wszystkie strzępki ze sprzążkami, cyjanofilne. Strzępki subikulum dość grube do grubościennych (do 0,8 µm), słabo rozgałęzione, o średnicy 2–2,5(–3) µm. Strzępki tramy przeważnie cienkościenne, silnie inkrustowane kryształkami, bogato rozgałęzione, o średnicy 2,5–3 µm. Strzępki subhymenium silnie rozgałęzione, cienkościenne, o średnicy (2,5–)3 (–3,5) µm. Występują dwa rodzaje cystyd: główkowate cystydy stożkowe, pospolite, wyrastające do 30 µm ponad hymenium (18–)25– 40 × (3,5–)5–6(–6,5) µm oraz rzadsze cystydy szydłowate (14–)20–45(–50) × 3,5–4 µm. Podstawki ze sprzążkami bazalnymi, bardzo cienkościenne, cylindryczne, czasem zwężone na końcu, 17–23 × 4–4,5 µm, z czterema, czasem 3 lub 5 sterygmami o długości µm. Zarodniki elipsoidalne lub szeroko elipsoidalne, 5,0 × 3,9 µm, Q = 1,3, z jedną gutulą, dość grube lub grubościenne, cyjanofilne, nieamyloidalne, niedekstrynoidalne.

## Występowanie i siedlisko
Występuje na wielu wyspach i na wszystkich kontynentach poza Antarktydą. W Europie występuje na całym obszarze z wyjątkiem południowo-wschodniej części. W Polsce jest pospolity.
Nadrzewny grzyb saprotroficzny występujący w lasach, parkach, ogrodach, przy drogach na martwych gałęziach drzew i krzewów liściastych, rzadziej iglastych: klon jawor, kasztanowiec zwyczajny, żylistek szorstki, jesion wyniosły, jaśminowiec, jodła pospolita, topola osika, robinia, lilak, lipa, wiąz. Najczęściej jednak spotykany jest na martwych, a czasami żywych gałęziach bzu czarnego. Owocniki rozwijają się przez cały rok.